# Oued Fodda (distrito)
Oued Fodda é um distrito localizado na província de Chlef, Argélia, e cuja capital é a cidade de mesmo nome, Oued Fodda.[carece de fontes?]

## Municípios
O distrito está dividido em três comunas:
- Oued Fodda
- Beni Rached
- Ouled Abbes